# Лонгрід
Лонгрід (лонгрид; англ. longread, досл. «довгочит», «довготекст») — жанр журналістики, якому притаманний великий обсяг контенту. Обсяг лонгріду може досягати обсягу повісті. В лонгрідах широко застосовують мультимедійний контент та художній літературний стиль.

## Історія
Джерелами лонгрідів можна вважати американські статті нової журналістики, які друкували великі видання, такі як «The New York Times». Лонгрід як явище виник досить давно. У західній практиці існує таке явище, як Longform journalism (лонгформ). На противагу сучасній журналістиці, яка тяжіє до коротких статей, лонгформ стоїть між «традиційної» статтею і новелою. Він часто приймає форму творчо переробленої літератури non-fiction або текстів наративної журналістики. Саме наративна журналістика — першоджерело, база для появи нового формату. Піонером у створенні «нової журналістики» (а після — і лонгрідів) є США. Вже з 60-х рр. XX століття журналістські наративи друкуються в «The New Yorker», «Harper», «Esquire».
Стаття, написана в стилі наративної журналістики, має драматичну структуру, яка розвивається за принципом виникнення, розвитку і кульмінації конфлікту, з чітко окресленою сюжетною лінією. Головна відмінність наративних журналістських текстів — суб'єктивний характер викладу історії, або сторителінг, який необхідний не для констатації фактів, а для розкриття драматичних подій суспільного життя, оформлених як історій.
Особливості наративної журналістики та сторітеллінга справедливі й для мультимедійного лонгріда з тією лише різницею, що перехід з друкованого носія в інтернет-середовище дає ще більше можливостей для розкриття теми та створення зв'язку з читачем: фото, відео, інфографіка та ін.
Ближче всіх до кордону з лонгрідом підійшла література non-fiction. Для документальної літератури характерно побудова сюжетної лінії виключно на реальних подіях, з рідкісними вкрапленнями художніх вигадок. При цьому авторська точка зору проявляється у відборі й структуруванні матеріалу, а також в оцінці подій. Для документальної прози характерні великий період часу, що пройшов з моменту описуваних подій, і відтворення яскравої, живої картини подій, психологічного образу людей.
Популярність формату лонгріду забезпечила його регулярна поява на сторінках видань. Не тільки центральні ЗМІ, а й регіональні використовують лонгрід для оформлення матеріалів. Багато ЗМІ використовують його як платформу, що об'єднує серію великих матеріалів.
Крім того, ЗМІ та бізнес оцінили комерційний потенціал цього явища. Реклама, представлена у вигляді лонгрідів, має великий успіх серед аудиторії, оскільки є виразно новим форматом, тому багато видань вибирають його для реалізації спеціальних проєктів.